# Souvrství Lago Colhué Huapí

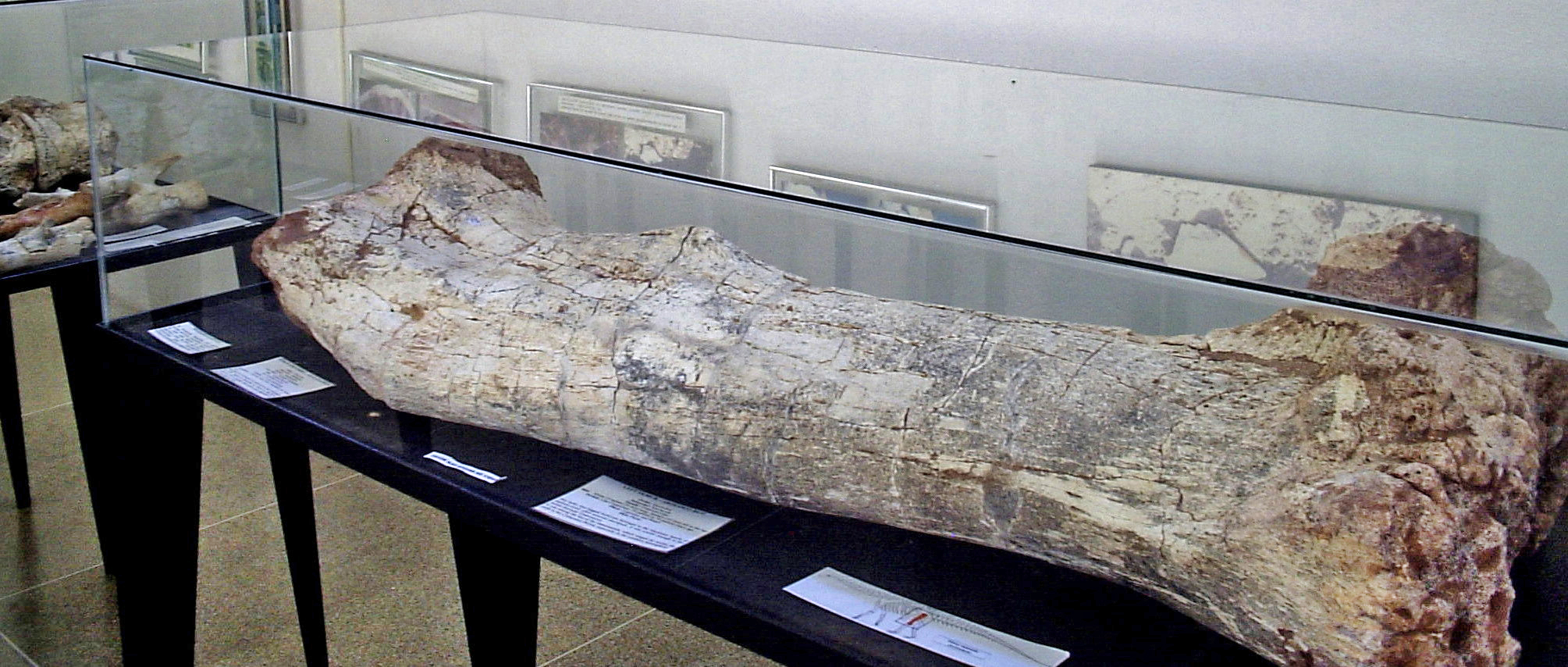
Stehenní kost sauropoda rodu Aeolosaurus.

Souvrství Lago Colhué Huapí je geologickou formací z období pozdní křídy, jejíž sedimentární výchozy se nacházejí na území argentinských provincií Santa Cruz a Chubut (pánev Golfo San Jorge, Patagonie). Pojmenováno bylo podle patagonského jezera Colhué Huapí. Sedimenty tohoto souvrství dochovávají také vzácné stopy po bioerozi (účincích pocházejících od živých organismů) na fosilních kostech dinosaurů.

## Charakteristika
Převládajícím typem horniny tohoto souvrství je tuf a v menší míře pak pískovec. Stáří sedimentů je pozdně křídové (věky kampán až maastricht, asi 80 až 66 milionů let).

## Objevené druhy dinosaurů

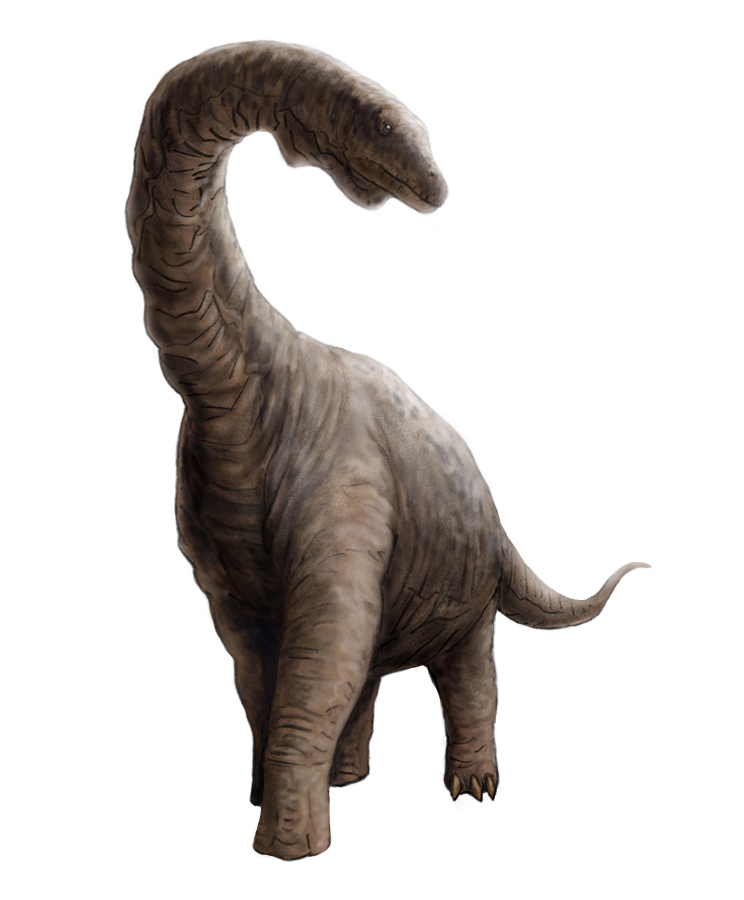
Argyrosaurus superbus - zástupce fauny tohoto souvrství.

- Aeolosaurus colhuehaupiensis[3]

- Argyrosaurus superbus[4]

- Elaltitan lilloi[5]

- Secernosaurus koerneri[6]

- Sektensaurus sanjuanboscoi[7]

- Hadrosauridae indet.[8]